# 深红额鹦哥
深红额鹦哥（學名：Psittacara finschi）原生于中美洲的危地马拉、萨尔瓦多和尼加拉瓜，在巴拿马和哥斯达黎加部分地区也有发现，生长于热带或亚热带的湿地森林中，平均寿命为15-20年，成年个体身长达28厘米，体重为135-175克。

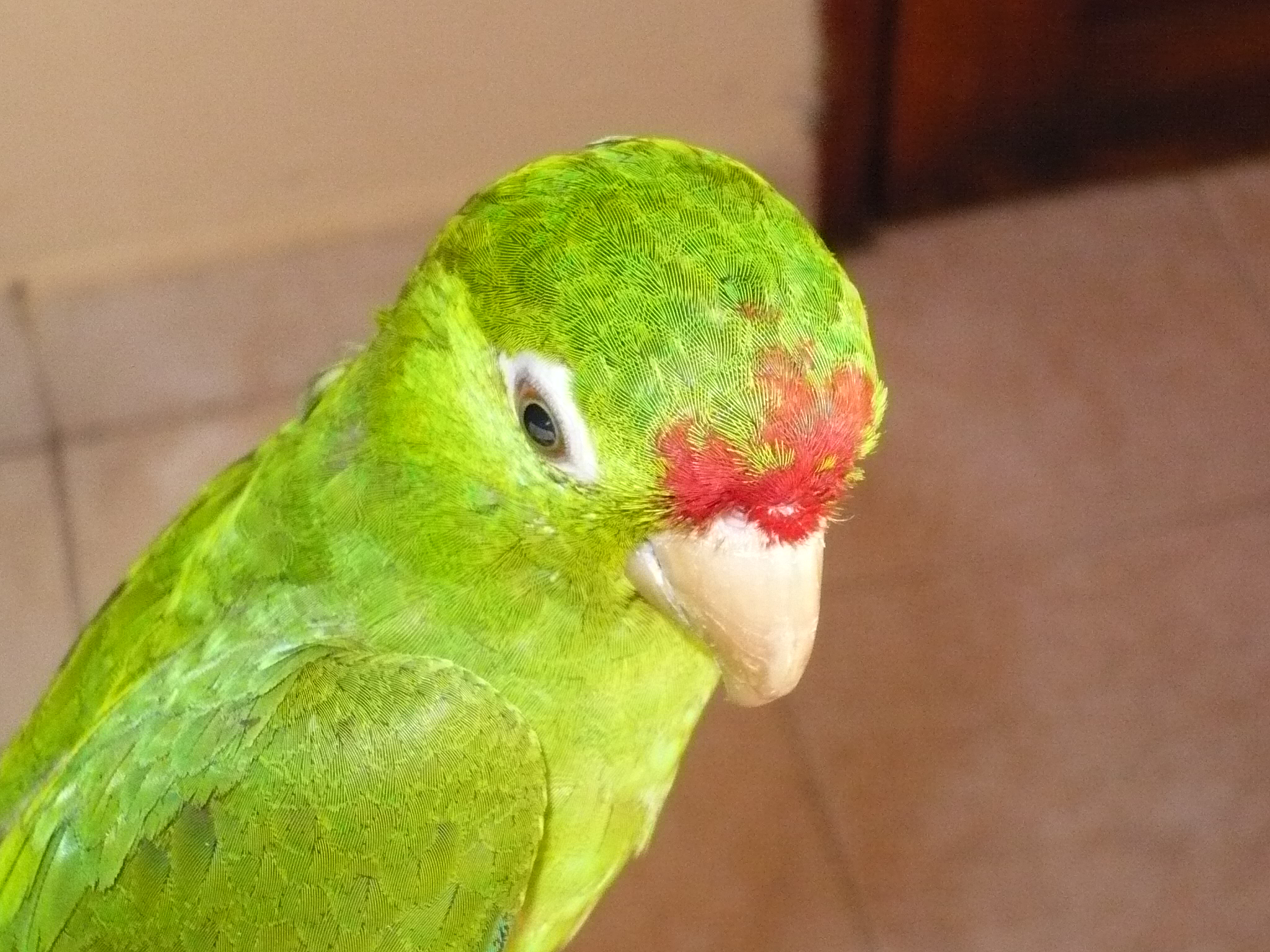
未成年